# Невегліз-сюр-Трюїер
Невегліз-сюр-Трюїер (фр. Neuvéglise-sur-Truyère) — муніципалітет у Франції, у регіоні Овернь-Рона-Альпи, департамент Канталь. Невегліз-сюр-Трюїер утворено 1 січня 2017 року шляхом злиття муніципалітетів Лавастрі, Невегліз, Орадур i Сер'є. Адміністративним центром муніципалітету є Невегліз. Населення — 1704 особи (01.01.2021).